# 松倉重信
松倉重信（1538年—1593年8月3日）是日本戰國時代的武將，筒井順慶的家臣。他擁有一名兒子，名為松倉重政。
關於他的資料不多，他有可能是松倉政秀的次男，但一般而言是另一個人。效力筒井順慶的期間，與島左近並列家中的「左近右近」。後來成為了豐臣秀吉的家臣，領有大和國吉野八千石。
其孫松倉勝家為引發島原之亂的元兇之一。